# 索馬里地理
索馬里是非洲最東端的國家。國土面積有637,540平方公里。索馬里位於非洲之角的尖端。地形多為高原、平原和高地。除了北部地勢較高的地區之外，全國大部份地區都一年四季氣候炎熱。索馬里降水較少，全國大多數地區都屬乾燥氣候或半乾燥氣候。全國過半數人都從事遊牧或者畜牧業。只有在西北部的部份地區有一定降水。西南部則有該國僅有的兩條常年性河流。索馬里的海岸線很長，超過3,300公里，是非洲及中東國家中海岸線最長的國家。